# Saskia Ludwig
Saskia Ludwig (nascida em 23 de maio de 1968) é uma política alemã. Nascida em Potsdam, Brandenburg, ela representa a CDU. Saskia Ludwig é membro do Bundestag pelo estado de Brandenburg desde 2019.

## Vida
Ela tornou-se membro do Bundestag em 2019, e é membro da Comissão de Assuntos da União Europeia.